# Albert Brynjar Ingason
Albert Brynjar Ingason (16 gennaio 1986) è un calciatore islandese, di ruolo attaccante.

## Biografia
Viene da una famiglia di calciatori: suo padre Ingi Björn Albertsson è stato calciatore della Nazionale, con 15 presenze, oltre che allenatore. Suo nonno Albert Guðmundsson è stato il primo islandese a giocare nel calcio professionistico, in Scozia, Inghilterra con l'Arsenal, Francia e Italia con il Milan, e successivamente è entrato in politica, venendo eletto nel parlamento islandese e diventando in seguito Ministro delle Finanze e poi Ministro dell'Industria. La sorella Kristbjörg Helga Ingadóttir ha giocato 4 volte nel 1996 con la Nazionale femminile islandese. Il cognato Guðmundur Benediktsson è allenatore, con esperienze da calciatore in patria e in Belgio, e 10 presenze in Nazionale tra 1996 e 2001, ed è noto anche per le esultanze mentre commentava le partite dell'Europeo 2016 per la RÚV, tv pubblica islandese, in veste di telecronista. Il di lui figlio, Albert Guðmundsson è anch'egli calciatore professionista e nazionale islandese.

## Carriera

### Club
Si forma nel Fylkir, militandovi dal 2003 al 2008. Con il club capitolino giocò sempre nella massima serie, a parte un breve prestito nel 2005 al Þór. Con il Fylkir esordisce nella UEFA Champions League 2008-2009, giocando entrambi gli incontri del primo turno dei preliminari contro i bielorussi del BATĖ Borisov. Nel 2010 invece gioca due incontri nel primo turno preliminare della UEFA Europa League 2010-2011, persi contro il Tarpeda Žodzina.
Dopo una parentesi al Valur, sempre nella massima serie islandese, torna al Fylkir, restandovi sino al febbraio 2012.
Nella stagione 2012 è al FH Hafnarfjörður, con cui si aggiudica un campionato, una supercoppa e una Deildabikar. Con il suo club raggiunge il secondo turno della UEFA Europa League 2012-2013 e il terzo turno preliminare della UEFA Champions League 2013-2014, che consentì alla sua squadra di partecipare ai play-off della UEFA Europa League 2013-2014, persi contro il Genk.
Nel corso della stagione 2014 torna al Fylkir, con cui retrocede in cadetteria al termine della Úrvalsdeild 2016. L'anno seguente si aggiudica con la sua squadra la serie cadetta, tornando così in massima serie.
Nella stagione 2019 è in forza ai cadetti del Fjölnir, con cui ottiene la promozione in massima serie grazie al secondo posto ottenuto.
Dal febbraio 2020 è al Kórdrengir.

#### Nazionale
Ingason ha giocato un incontro con la Nazionale Under-21 di calcio dell'Islanda.

## Palmarès

### Calciatore
- Campionato islandese: 1

Hafnarfjörður: 2012
- Supercoppa d'Islanda: 1

Hafnarfjörður: 2013
- Deildabikar: 1

Hafnarfjörður: 2014
- 1. deild karla: 1

Fylkir: 2017